# Boana multifasciata
Boana multifasciata é uma espécie de anfíbio da família Hylidae. Pode ser encontrada no Brasil, Venezuela, Guiana, Suriname e Guiana Francesa.